# 崩壊エネルギー
崩壊エネルギー（ほうかいえねるぎー、Decay energy）とは、原子核崩壊の際に放出されるエネルギーのことである。

## 概要
反応物質の質量と生成物の質量の差は、通常Qで表される。すなわち：
Q = (反応物質の質量) - (生成物の質量)
そしてエネルギーはアルバート・アインシュタインの有名な公式E=mc²によって表すことができる。
崩壊エネルギーの種類
- ガンマ線
- ベータ崩壊
- アルファ崩壊